# Logic Pro
Logic [ˈlɑːdʒɪk] ist eine Digital Audio Workstation (DAW) und ein Software-Audio- und Midisequenzer des Herstellers Apple.
Das Programm unterscheidet zwischen mehreren Spurtypen: unter anderem MIDI, Audio, Film, Plugin- und Mischpult-Automationsspuren. Logic war als Pro- oder als Express-Version erhältlich. Letztere unterschied sich von der Pro-Version in Preis und Funktionsumfang. Derzeit wird von Apple jedoch nur noch die Pro-Version vertrieben.
Bis zur Version „Logic 6“ wurde die Software von dem deutschen Unternehmen Emagic entwickelt. Apple übernahm Emagic im Jahr 2002 und stellte die Weiterentwicklung von Logic für das Betriebssystem Windows ein. Seitdem ist Logic ausschließlich für macOS erhältlich. Die letzte Version, die unter Windows betrieben werden kann, ist Logic 5.5.1. Während Version 6 noch den Namen Emagic trug, ist Logic ab Version 7 offiziell ein Apple-Produkt.
Außerdem legte Apple mehr als 20 Emagic-Produkte zusammen, unter anderem alle Instrumente und Effekt-Plug-Ins, die CD-Authoring-Software „Waveburner Pro“ und das Pro Tools TDM support package, und nannte dieses einzelne Produkt „Logic Pro“.
Am 23. Mai 2023 wurde eine Version von Logic Pro für das iPad veröffentlicht. Diese Version ist speziell für die Touch-Bedienung des iPads optimiert und unterstützt auch den Apple Pencil. Für diese Version ist mindestens iPadOS 18 und ein iPad mit einem Apple A12 Bionic-Chip oder neuer erforderlich. Anders als bei der macOS-Version, die man einmalig kauft, muss man die iPad-Version entweder monatlich (4,99 €) oder jährlich (49,00 €) bezahlen.

## Funktionsweise

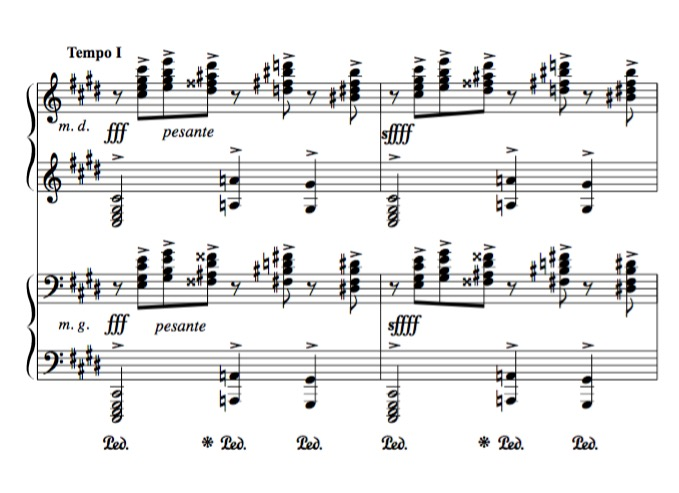
Notengrafik mit Logic erstellt

Logic bietet Funktionen zum Aufnehmen, Bearbeiten, Mischen und zur Notation von Musik. Neben den Aufnahmefunktionen für MIDI und Audio findet man auch Audioeffekt-Plugins sowie eine integrierte Sample-Bibliothek, die sogenannten Apple Loops (ab Version 7) und mehr.
In Logic können MIDI-, Audio- und Parameter-Daten in Form von Sequenzen (Regionen) aufgenommen und grafisch auf Spuren arrangiert werden. Die Spuren werden mit Hilfe virtueller Mischpulte, die individuell konfigurierbar sind, weiter bearbeitet. Ebenso können MIDI-Audio-Spuren exportiert werden. Im sogenannten Environment können alle Audio- und MIDI-Geräte konfiguriert und an die Bedürfnisse des Benutzers angepasst werden. Mittels frei konfigurierbarer Tastaturbefehle können fast alle Funktionen des Programms ohne Maus ausgeführt werden.
Für die Audio-Bearbeitung stehen eine ganze Reihe virtueller Effektgeräte (Plug-Ins) zur Verfügung. Neben Modulationseffekten wie z. B. Chorus, Phaser, Flanger und Ensemble, Dynamikprozessoren wie z. B. Kompressor,
Limiter, Gate und Expander und verschiedenen Delays bietet Logic auch einen Faltungshall (Space Designer) und einen Vocoder (EVOC20). Ebenso bietet Logic diverse virtuelle Synthesizer (ES1, ES2, EFM1, Sculpture), Sampler (EXS24), Emulationen elektromechanischer Instrumente wie Fender Rhodes, Hammond B3 oder Hohner Clavinet D6 (EVP88, EVB3, EVD6), sowie einen virtuellen Drumcomputer mit integriertem Step-Sequencer (Ultrabeat). In Version 7 bzw. 7.2 von Logic Pro sind u. a. eine Gitarren-Verstärker-Simulation (Guitar Amp Pro) sowie eine Bass-Verstärker-Simulation (Bass Amp) neu hinzugekommen. Außerdem können ab Version 7 auch Loops und Software-Instrumente integriert werden, die für Apples Einsteiger-Musikprogramm GarageBand erstellt wurden. Apple hat inzwischen fünf umfangreiche Jam Packs mit Loops und Samples herausgebracht, die sich somit auch in Logic einsetzen lassen.

Die im September veröffentlichte Version Logic 8 wurde um ein komplexes Multi-Tap-Delay (Delay Designer) sowie neue Kompressorentypen erweitert. Auch wurde das Programm an die Anforderungen des immer weiter verbreiteten 5.1-Surround-Formats angepasst und mit den entsprechenden Funktionen zur Verräumlichung von Klängen ausgestattet.
Logic kann um zusätzliche Klangerzeuger- und Effekt-Plugins anderer Hersteller erweitert werden. Bis zur letzten Version Logic 6 Pro wurde unter OS 9 die VST-Schnittstelle unterstützt; mit der ersten 6er-Version, die unter OS X lauffähig war, wurde VST durch die AU-Schnittstelle (Audio Unit) abgelöst. Diese Schnittstelle hat sich bei den Plugin-Herstellern mittlerweile durchgesetzt, und AU wird parallel zur VST-Schnittstelle angeboten. Bei Bedarf lassen sich allerdings mit dem Zusatzprogramm des Unternehmens Fxpansion „VST-AU-Adapter“ VST-Plugins in AU konvertieren.
Ab Version 7 enthält Logic neben der gleichstufigen Stimmung auch die Möglichkeit, verschiedene fixierte Stimmungen (historische und selbst definierte) und das dynamische Stimmungssystem Hermode Tuning (HMT) für die internen Audio Instrumente zu verwenden.
Dateiendungen von Logic sind hauptsächlich .LSO.

### Logic Studio / Logic Pro 8
Seit 2008 kommt Apple mit einem Softwarepaket, bestehend aus Logic 8 / MainStage / Soundtrack Pro sowie einem mittlerweile integrierten Waveburner, auf den Markt. Durch das neue One-Window-Konzept lässt sich die ganze Software nun von einem Fenster aus bedienen, wobei die alte Arbeitsweise mit mehreren Fenstern (Screensets) weiterhin möglich ist. Etliche Plug-Ins wurden verbessert und um den Stereo- bzw. Surroundeinsatz erweitert. Der „Space Designer“ (Digitaler Hall, basierend auf Impulsantworten) ermöglicht nun True Stereo anstatt bislang nur Mono to Stereo und wurde um eine Bibliothek von Surround-Impulsantworten erweitert. In den Ultrabeat lassen sich komplette Sample Sets laden. In der Mischpultsektion wurden Post-Pan Send-Regler hinzugefügt. Das neue CAF-Format eliminiert die bislang auf 4 GB begrenzte Größe von Dateien. Über den Media Browser lassen sich die mitgelieferten Samples und Instrumente bequem vorab anhören und einbinden.

### Logic Studio / Logic Pro 9
Im Sommer 2009 veröffentlichte Apple mit Logic 9 das Update auf das oben beschriebene Softwarepaket (erheblich bessere Prozessorlastverteilung bei Multikernprozessoren, verbesserter Node-Betrieb über Ethernet, verbesserter Import von Projekten in „Songs“, „Flex Time Funktion“, „Bounce to Track“, Gitarren-Verstärker Plug-In (Amp Designer) und Pedalboard Plug-In). Seit Version 9.1.1 kann man Logic Pro ohne Einschränkungen im 64-Bit-Modus nutzen.
Zeitgleich wurde bekanntgegeben, dass Logic Pro bis auf weiteres das Pro Tools TDM System der Firma Avid nicht mehr unterstützt.

### Logic Studio / Logic Pro X
Am 16. Juli 2013 wurde Logic Pro X von Apple vorgestellt. Laut der offiziellen Webseite gibt es nun Neuerungen, bei denen unter anderem die Plug-In-Bibliotheken erweitert wurden und neue Plug-Ins hinzugekommen sind. Außerdem hat sich die gesamte Bedienoberfläche verändert, die die Software nun in dunklem Grau erscheinen lässt.

## Neuerungen

### Logic Pro X
- Flex Time: Flex Time ist eine Sammlung von Funktionen für die schnelle Bearbeitung von Timing und Tempo. Damit lässt sich Audio ohne Schneiden bearbeiten.[7]
- Produktionswerkzeug: Mithilfe der neuen Produktionswerkzeuge können Musiker beliebige Teile von Aufnahmen, Schnitten oder Mischungen bearbeiten.[8]
- Gitarren Equipment: Amps, EQs, Reverbs, Lautsprecherboxen und Mikrofone können frei kombiniert und mit einer neuen Sammlung von „stomp boxes“ bearbeitet werden.[8]
- Main Stage 3: Mit MainStage 3 (eigenständige Software) stehen auf der Bühne alle Instrumente und Effekte zur Verfügung, die auch bei der Aufnahme verwendet wurden. Das Programm fügt außerdem einen virtuellen Spieler für die Background-Spur und einen Live-Loop-Recorder hinzu.[9]

## Kopierschutz
Seit 2012 ist Logic nur noch über den App Store ab 10.6 zu kaufen und kann somit auf bis zu fünf Macs gleichzeitig genutzt werden. Zuvor wurde Logic durch Eingabe einer Seriennummer vor unerlaubter Vervielfältigung (Schwarzkopieren) geschützt und ließ sich, laut Anleitung, auf je einem Desktop und einem mobilen Mac installieren. Ein Dongle wird nicht mehr benötigt. Eine Aktualisierung verlangt im Gegensatz zur Neuinstallation jedoch den Abgleich mit dem Dongle.